# パレス・オン・ホイールズ
パレス・オン・ホイールズ（英語 Palace on Wheels）は、インドで最初に登場した豪華観光列車。ラージャスターン州観光の振興のために、1982年にインド鉄道により運行が開始された。インドにおける観光列車の模範となり、インドの経済発展に合わせてこれを模した観光列車が現在も次々と企画されて運行されている。
イギリス領インド帝国時代の藩王国の首長やインド総督のために建造された車両を用い、14両編成で運行する。それぞれの車両は、かつてのラージプートの諸王国にちなんだ名前が付けられており、車両の内装もそれぞれの名前に応じたつくりになっている。レストランが「マハーラージャ」と「マハーラーニー」のふたつあり、ラージャスターン料理やヨーロッパ料理、中華料理を提供している。その他、バーや音楽・テレビ・ビデオ鑑賞設備、本棚がある。
客室はすべて冷房完備で、個室ツインベッド、化粧室、内線、温水、音楽設備が設置されている。

## 運行
パレス・オン・ホイールズは、始点かつ終点のデリーを除いて、7泊6日の旅程となっている。
- デリー出発
  - 1泊目：ニューデリー駅　→　ジャイプル
- 1日目：ジャイプル観光
  - 2泊目：ジャイプル　→　マドープル
- 2日目：ランタンボール国立公園・チッタウルガル（チッタウルガル城塞など）観光
  - 3泊目：チッタウルガル　→　ウダイプル
- 3日目：ウダイプル（レイク・パレス）観光
  - 4泊目：ウダイプル　→　ジャイサルメール
- 4日目：ジャイサルメール観光
  - 5泊目：ジャイサルメール　→　ジョードプル
- 5日目：ジョードプル（青い街並など）観光
  - 6泊目：ジョードプル　→　バラトプル
- 6日目：バラトプル（鳥類保護区など）観光
  - 7泊目：バラトプル　→　アーグラー
- 7日目：アーグラー（タージ・マハルやアーグラー城塞など）観光
  - 8泊目：アーグラー　→　ニューデリー駅
- デリー到着